# Pengolodh
Pengolodh est un personnage du légendaire de l'écrivain britannique J. R. R. Tolkien.

## Histoire
Pengolodh est un Elfe noldo de Gondolin né à Nevrast de l'union d'un seigneur noldo et d'une dame sinda. En tant que membre du Lambengolmor (en) connu comme le Sage des Noldor, et considéré comme le plus grand maître des traditions depuis Fëanor et Rúmil. Il était aussi le plus grand des Elfes de Gondolin. Il put apprendre le khuzdul, la langue des Nains. 
Il est parti pour Tol Eressëa.

## Noms
Dans différents ouvrages, il est aussi nommé  Pengolod, Pengoloð, Pengoloth, et Pengoloþ (la dernière lettre représente la consonne fricative dentale voisée). En Quenya son nom est Quengoldo et Quendingoldo. Son nom sindarin est Thingódhel.